# Je ne suis pas un salaud
Un hombre decente (Je ne suis pas un salaud) es el nombre de una película francesa de 2015, escrita y dirigida por Emmanuel Finkiel. La película fue protagonizada por Nicolas Duvauchelle y Mélanie Thierry.

## Sinopsis
Cuando es atacado violentamente en la calle, Eddie denuncia erróneamente Ahmed, al que considera el culpable ideal y que había conocido unos días antes del ataque. Mientras que la máquina judicial se pone en marcha, Eddie intenta reafirmarse de cara a su esposa e hijo gracias a su nuevo trabajo. Pero pronto, consciente de la gravedad de sus acciones, Eddie hará todo lo posible para restablecer la verdad.

## Reparto
- Nicolas Duvauchelle como Eddie.
- Mélanie Thierry como Karine.
- Driss Ramdi como Ahmed.
- Maryne Cayon como Estelle.
- Johann Soulé como  Noam.
- Nicolas Bridet como  Régis Labrecque.